# Port lotniczy Comalapa
Port lotniczy Comalapa (oficjalna nazwa: Aeropuerto Internacional de El Salvador, potocznie określany również jako Aeropuerto Internacional de Comalapa; IATA: SAL, ICAO: MSLP) – główny salwadorski port lotniczy, położony na nadmorskiej nizinie w departamencie La Paz około 50 km na południe od stolicy kraju – San Salvador.
Port powstał pod koniec lat 1970. i zastąpił port lotniczy Ilopango, położony już w obrębie rozrastającej się aglomeracji stołecznej. W 2012 obsłużył ponad 2,1 mln - stanowi tym samym trzeci pod względem liczby pasażerów port lotniczy Ameryki Środkowej - po porcie lotniczym Tocumen w Panamie i Juan Santamaria w San José.
Stanowi hub dla linii lotniczych Avianca, tworzących grupę lotniczą TACA.

## Linie lotnicze i połączenia
| Linie lotnicze                         | Połączenia |
| -------------------------------------- | --- |
| Air Transat                            | Montreal, Toronto-Pearson [sezonowe] |
| American Airlines                      | Los Angeles, Miami |
| Czech Airlines                         | Praga [czartery] |
| Copa Airlines                          | Managua, Panama |
| Delta Air Lines                        | Atlanta |
| Grupo TACA                             | Belize City, Cancun, Chicago-O'Hare, Dallas/Fort Worth, Gwatemala, Houston-Intercontinental, Los Angeles, Managua, Meksyk, Miami, Orlando, Nowy Jork-JFK, Panama, Roatan, San Francisco, San Pedro Sula, Tegucigalpa, Waszyngton-Dulles |
| Grupo TACA obsługiwany przez Lacsa     | Los Angeles, San Jose (CR), Toronto-Pearson |
| Grupo TACA obsługiwany przez TACA Peru | Lima |